# Perconia obscura
Perconia obscura är en fjärilsart som beskrevs av Barend J. Lempke 1952. Perconia obscura ingår i släktet Perconia och familjen mätare. Inga underarter finns listade i Catalogue of Life.